# Pavel Juráček
Pavel Juráček, född 2 augusti 1935 i Příbram, död 20 maj 1989, var en tjeckoslovakisk manusförfattare, regissör och dissident. Han hade en kortvarig karriär som ideologisk motor inom den tjeckoslovakiska nya vågen på 1960-talet. Han tystades av myndigheterna efter att ha släppt en satirisk film strax efter Pragvåren.

## Liv och gärning
Pavel Juráček föddes 1935 i Příbram. Under 1950-talet studerade han journalistik vid Karlsuniversitetet och dramaturgi vid Filmakademin i Prag innan han fick arbete som dramaturg vid Barrandov Studio. Han blev en ideologisk motor för den tjeckoslovakiska nya vågen, den tjeckoslovakiska filmens framväxt och samhällstillvändning före och i samband med Pragvåren 1968. Han var bland annat medförfattare till den för rörelsen ikoniska Tusenskönorna i regi av Věra Chytilová. Hans kändaste film i egen regi är den kryptiska satirfilmen Případ pro začínajícího kata ("Fall för en nybörjarbödel"), som visades i två veckor på en biograf i Prag 1969 innan den förbjöds. Myndigheterna satte därmed slutgiltigt stopp för Juráčeks karriär. Åren 1977 till 1983 var han landsflyktig i Västtyskland efter att ha undertecknat Charta 77. Juráček dog den 20 maj 1989, bara månader före Sammetsrevolutionen som innebar kommunistpartiets fall från makten. År 2003 utgavs hans dagbok på 1078 sidor för åren 1959-1974. Dagboken ligger till grund för Martin Šulíks dramadokumentär Klíč k určování trpaslíků aneb poslední cesta Lemuela Gullivera ("Nyckel för att fastställa dvärgar eller Lemuel Gullivers sista resor"), som handlar om Juráčeks liv och i synnerhet tillkomsten av Případ pro začínajícího kata.

## Filmografi
- Postava k podpírání (1963) - kortfilm
- Varje ung man (Každý mladý muž) (1965)
- Zvony pana Hejhuly (1969) - kortfilm
- Případ pro začínajícího kata (1969)